# Le Discours d'un roi
Pour plus de détails, voir Fiche technique et Distribution.
Le Discours d'un roi (The King's Speech), ou Le Discours du roi au Québec et au Nouveau-Brunswick, est un drame historique américano-australo-britannique réalisé par Tom Hooper, sorti en 2010.
Le film se déroule dans les années 1930, au Royaume-Uni. Le prince Albert, deuxième fils du roi George V, vit un grave problème de bégaiement. L'abdication de son frère aîné Édouard VIII l'oblige à monter sur le trône sous le nom de George VI. Or, le roi doit s'exprimer en public, malgré son handicap. Sur l'insistance de sa femme, il rencontre Lionel Logue, orthophoniste australien aux méthodes peu orthodoxes. Malgré les réticences du prince, la méthode de Logue fonctionne. Albert doit surmonter ses difficultés de langage pour prononcer, en septembre 1939, le discours radiophonique d'entrée du Royaume-Uni dans la guerre contre l'Allemagne lors de la Seconde Guerre mondiale.

## Synopsis

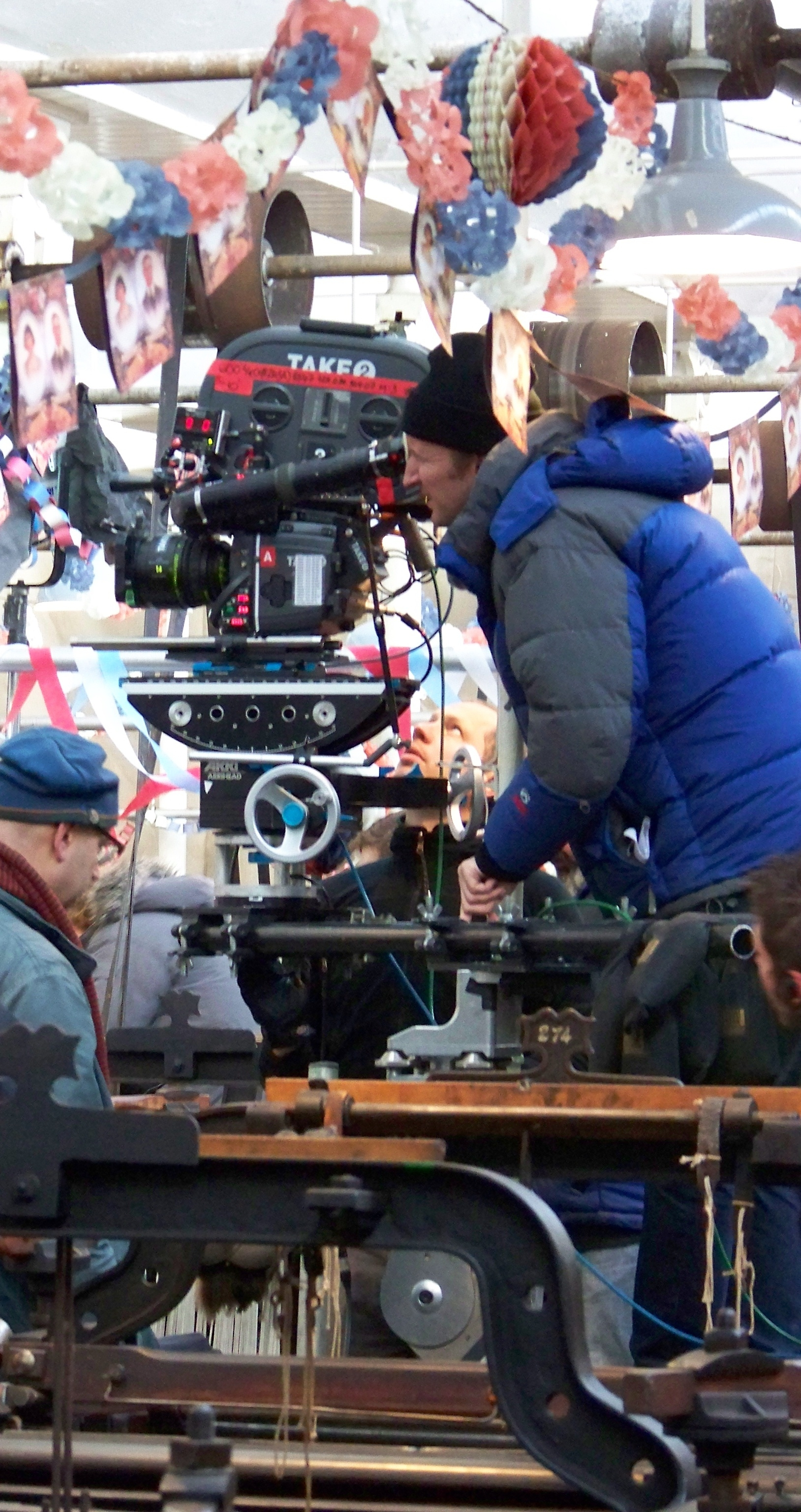
Tom Hooper sur le tournage du film à Queen Street Mill Textile Museum.

Le prince Albert, duc d'York et second fils du roi George V, bégaie tout au long de son discours de clôture de la British Empire Exhibition de 1925 au stade de Wembley, alors que son allocution est diffusée par la radio dans le monde entier. Le duc a renoncé à l'espoir de guérir. Sa femme Elizabeth le persuade de consulter Lionel Logue, un orthophoniste australien de Londres. Lors de leur première entrevue, Logue enfreint l'étiquette royale en appelant le prince « Bertie », surnom utilisé seulement par sa famille. Quand le duc estime que ni les méthodes, ni les manières de Logue ne lui conviennent, Logue parie un shilling que le duc est capable de réciter sans peine le monologue de Hamlet « To be, or not to be » tout en écoutant Le Mariage de Figaro avec le casque. Logue enregistre la récitation sur un disque acétate. Persuadé qu'il a bégayé tout le temps, le prince Albert entre en colère, déclarant son état « désespéré » et il renvoie Logue. Celui-ci lui offre l'enregistrement en souvenir.
Après que le roi George V a prononcé à la radio son discours de Noël 1934, il explique à son fils l'importance de la radiodiffusion pour une monarchie moderne. Il déclare que « David » (Edward, le prince de Galles), frère aîné d'Albert et héritier du trône, va mener au désastre non seulement lui-même, mais sa famille et son pays, car il va laisser l'Europe continentale à la merci de l'Allemagne nazie et de la Russie communiste. Le roi George exige qu’Albert s’entraîne, en commençant par lire le discours de son père. Il fait un essai désespéré pour réussir.
Par la suite, le duc écoute l'enregistrement offert par Logue et s’entend réciter Shakespeare sans la moindre hésitation. Il retourne voir Logue. Avec sa femme, il insiste pour que Logue se borne à des exercices mécaniques, sans entreprendre une thérapie. Logue enseigne à son patient des techniques de relaxation musculaire et de contrôle de la respiration. Il continue à sonder les racines psychologiques du bégaiement. Le duc révèle certaines des pressions subies dans son enfance et les deux hommes commencent à devenir amis.
En janvier 1936, George V meurt. David monte sur le trône sous le nom d’Édouard VIII. Il provoque une crise constitutionnelle par sa détermination à se marier avec Wallis Simpson, une Américaine de la haute société, divorcée et toujours légalement mariée à son deuxième époux. Lors d'une fête au château de Balmoral, Albert insiste sur le fait qu’Édouard, en tant que chef de l'Église d'Angleterre, ne saurait épouser Mrs. Simpson, même si elle obtient son deuxième divorce. Édouard, en réponse, accuse son frère de chercher à se venger des brimades qu’il lui avait fait subir alors qu’il était encore un enfant. Il reprend ses actes d’intimidation si bien qu’Albert répond en bégayant de façon incontrôlable.
Au cours de la séance suivante, Albert fait part à Logue de sa déception : s’il s’exprime mieux lorsqu’il parle à la plupart des gens, il balbutie encore quand il s’adresse à son propre frère. Il révèle toute la sottise d'Édouard VIII dans sa relation avec Mrs. Simpson. Lorsque Logue maintient qu’Albert pourrait être un bon roi à la place de son frère, le prince qualifie une telle suggestion de trahison et, dans sa colère, se moque de Logue et le renvoie. Lorsque le roi Édouard VIII abdique pour épouser Mrs. Simpson, Albert lui succède sous le nom de George VI. Le nouveau roi et la reine vont voir Logue chez lui pour lui présenter des excuses, à la grande surprise de Mrs. Logue, qui ignorait que le nouveau roi était un patient de son mari.
Lors des préparatifs de son couronnement à l'abbaye de Westminster, George VI apprend que Logue n’a aucune qualification officielle, contrairement à ce qu'il avait cru. Logue explique comment il a aidé des soldats australiens en état de choc qui revenaient de la Première Guerre mondiale. George VI reste convaincu de son inaptitude pour le trône. Logue s’assied nonchalamment sur le siège du roi Edward et écarte la Pierre du destin qui se trouve au-dessous comme une simple babiole. Piqué au vif par ce qui semble de la part de Logue un manque de respect, le roi explose de colère et se surprend alors par l’éloquence avec laquelle il le fait.
Dès la déclaration de guerre à l'Allemagne nazie en septembre 1939, George VI convoque Logue à Buckingham Palace pour préparer l’allocution radiophonique qu’il doit adresser à des millions d'auditeurs en Grande-Bretagne  et dans l'Empire. Conscient du défi qui l’attend, Winston Churchill et le Premier ministre Neville Chamberlain lui témoignent leurs soutiens. Le roi et Logue s'installent dans le studio. Le roi prononce son discours avec une certaine maîtrise sous la direction de Logue. À la fin de son discours, George VI parle sans difficulté avec peu de conseils de Logue, puis aucun. Le roi et sa famille s’avancent vers le balcon du palais, d'où ils reçoivent les applaudissements des milliers de personnes qui s’étaient rassemblées.
Un intertitre explique que Logue restait toujours présent lors des discours du roi George VI au cours de la guerre, et qu’ils sont restés amis tout le reste de leur vie.

## Fiche technique
- Titre original : The King's Speech
- Titre français : Le Discours d'un roi
- Titre québécois : Le Discours du roi
- Réalisation : Tom Hooper
- Scénario : David Seidler
- Musique : Alexandre Desplat
- Direction artistique : Netty Chapman
- Décors : Freya Wilson (en)
- Costumes : Jenny Beavan
- Photographie : Danny Cohen
- Montage : Tariq Anwar
- Production : Iain Canning, Tariq Anwar et Gareth Unwin
- Sociétés de production : UK Film Council, See-Saw Films, The Weinstein Company et Bedlam Productions (en)
- Sociétés de distribution : Momentum Pictures (en) (Royaume-Uni), The Weinstein Company (États-Unis)
- Budget : 10 000 000 £
- Pays d'origine :  Royaume-Uni,  États-Unis,  Australie
- Langue originale : anglais
- Format : couleur − 35 mm − 1,85:1 − Dolby Digital
- Genre : drame, historique et biopic
- Durée : 118 minutes
- Dates de sortie :
  - Canada : 22 décembre 2010
  - États-Unis : 24 décembre 2010
  - Royaume-Uni : 7 janvier 2011
  - France : 2 février 2011
  - Belgique : 23 février 2011

## Distribution
- Colin Firth (VF : Christian Gonon ; VQ : Carl Béchard) : Albert « Bertie », duc d'York, puis roi George VI
- Geoffrey Rush (VF : François Marthouret ; VQ : Denis Mercier) : Lionel Logue
- Helena Bonham Carter (VF : Jeanne Savary ; VQ : Camille Cyr-Desmarais) : Elizabeth Bowes-Lyon, duchesse d'York
- Guy Pearce (VF : Thibault de Montalembert ; VQ : Daniel Picard) : Édouard « David », prince de Galles, puis roi Édouard VIII, frère ainé de Bertie
- Michael Gambon (VF : Philippe Laudenbach ; VQ : Vincent Davy) : le roi George V, père de Bertie et de David
- Timothy Spall (VF : Hervé Pierre ; VQ : Guy Nadon) : Winston Churchill
- Jennifer Ehle (VQ : Valérie Gagné) : Myrtle Logue, épouse de Lionel
- Derek Jacobi (VF : Didier Flamand ; VQ : Hubert Fielden) : Cosmo Lang
- Anthony Andrews (VQ : Jacques Lavallée) : Stanley Baldwin, premier ministre
- Roger Hammond (VF : Jean-Claude Sachot) : Dr Blandine Bentham
- Eve Best : Wallis Simpson, compagne de David
- Claire Bloom (VF : Frédérique Cantrel) : la reine Mary, épouse de George V, mère de Bertie et de David
- Freya Wilson : la princesse Élisabeth, future reine Élisabeth II.
- Ramona Marquez (VF : Garance Hourcq) : la princesse Margaret
- Roger Parrott (VF : Georges Claisse) : Neville Chamberlain
- David Bamber : le directeur de théâtre

Version française dirigée par Hervé Icovic au studio Alter Ego, d'après une adaptation des dialogues d'Anne-Marie Thuot et Marianne Savoye.
Sources et légende : Version française (VF) sur AlloDoublage et RS Doublage ; Version québécoise (VQ) sur Doublage.qc.ca .

## Distinctions

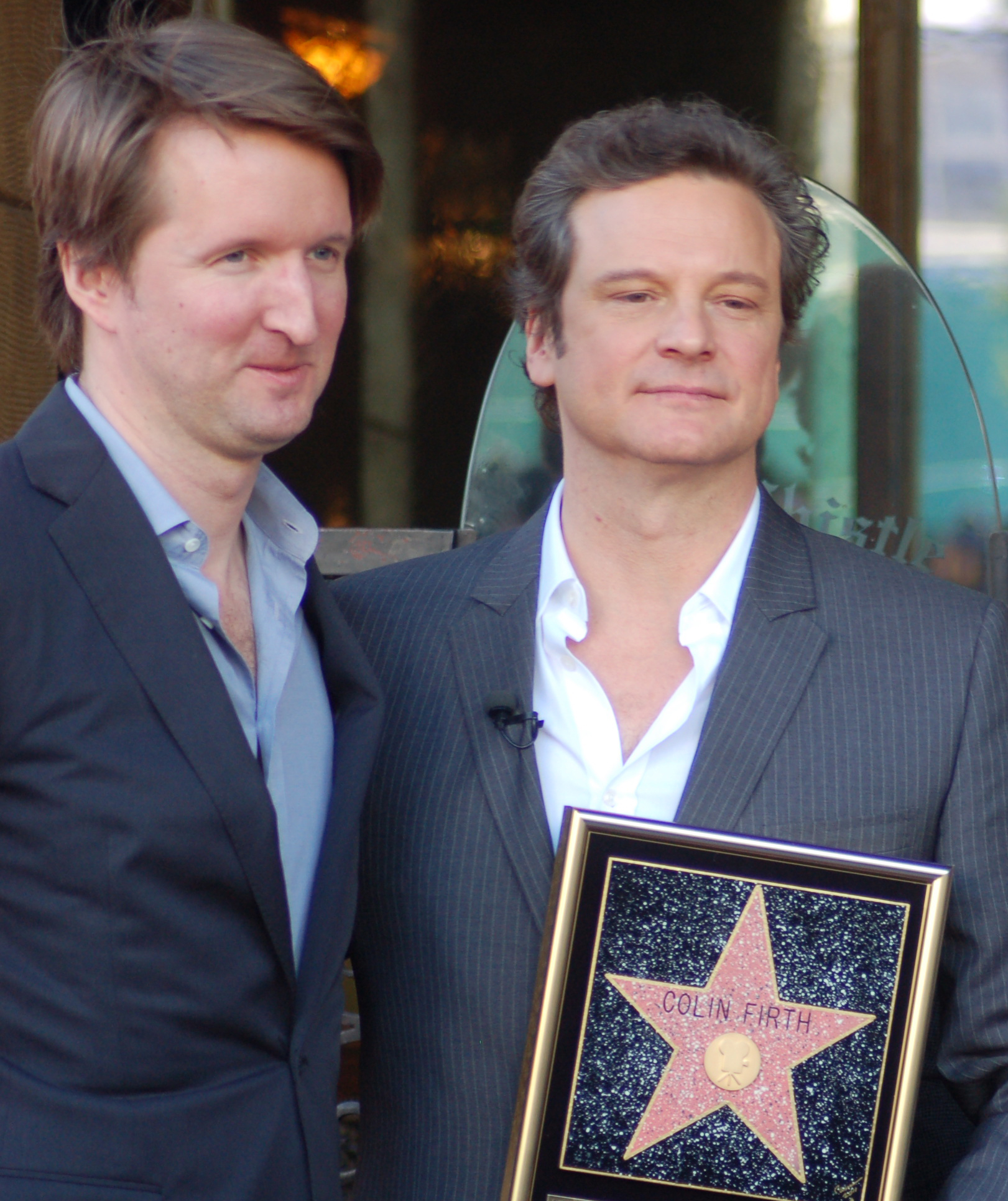
Tom Hooper (à gauche) avec Colin Firth (à droite) à la cérémonie d'attribution d'une étoile à l'acteur sur le Walk of Fame d'Hollywood Boulevard, en janvier 2011.

Le film a reçu 118 nominations et a remporté 43 récompenses.

### Récompenses
- Satellite Awards 2010 :
  - Meilleur acteur dans un film dramatique (Colin Firth)
  - Meilleur scénario original

- Alliance of Women Film Journalists 2011 : Meilleur acteur (Colin Firth)

- Austin Film Critics Association 2011 : meilleur acteur (Colin Firth)

- British Academy Film Awards 2011 : 
  - Meilleur film
  - Meilleur film britannique
  - Meilleur acteur (Colin Firth)
  - Meilleur acteur dans un second rôle (Geoffrey Rush)
  - Meilleure actrice dans un second rôle (Helena Bonham Carter)
  - Meilleur scénario original
  - Meilleure musique de film

- British Independent Film Awards 2011 : 
  - Meilleur film indépendant britannique
  - Meilleur acteur (Colin Firth)
  - Meilleur acteur dans un second rôle (Geoffrey Rush)
  - Meilleure actrice dans un second rôle (Helena Bonham Carter)
  - Meilleur scénario
  - Prix Richard Harris (Helena Bonham Carter)

- Broadcast Film Critics Association 2011 : 
  - Meilleur acteur (Colin Firth)
  - Meilleur scénario original

- Chicago Film Critics Association 2011 : meilleur acteur (Colin Firth)

- Detroit Film Critics Society Awards 2011 : meilleur acteur (Colin Firth)

- Festival du film d'Aspen 2011 : prix du public

- Festival du film d'Hollywood 2011 : meilleure actrice dans un second rôle (Helena Bonham Carter)

- Festival international du film des Hamptons 2011 : prix du public

- Florida Film Critics Circle Awards 2011 : meilleur acteur (Colin Firth)

- Golden Globes 2011 : Meilleur acteur dans un film dramatique (Colin Firth)

- Independent Spirit Awards 2011 : meilleur film étranger

- International Online Film Critics' Poll 2011 : Meilleur montage

- London Film Critics Circle Awards 2011 : Meilleur acteur (Colin Firth)

- Los Angeles Film Critics Association 2011 : meilleur acteur (Colin Firth)

- New York Film Critics Circle Awards 2011 : meilleur acteur (Colin Firth)

- Oscars 2011 :
  - Oscar du meilleur acteur : Colin Firth[6]
  - Oscar du meilleur scénario original : David Seidler
  - Oscar du meilleur réalisateur : Tom Hooper
  - Oscar du meilleur film : Iain Canning, Emile Sherman et Gareth Unwin, producteurs

- Phoenix Film Critics Society 2011 : 
  - Meilleur film
  - Meilleur acteur (Colin Firth)

- Prix du cinéma européen 2011 : Meilleur acteur européen (Colin Firth)[7]

- Prix Goya 2011 : meilleur film européen

- St. Louis Film Awards Critics Association 2011 : 
  - Meilleur acteur (Colin Firth)
  - Meilleur scénario

- San Francisco Film Critics Circle 2011 : 
  - Meilleur acteur (Colin Firth)
  - Meilleur scénario original

- Screen Actors Guild Awards 2011 : Meilleur acteur dans un premier rôle (Colin Firth)

- Southeastern Film Critics Association 2011 : 
  - Meilleur acteur (Colin Firth)
  - Meilleur acteur dans un second rôle (Geoffrey Rush)
  - Meilleur scénario original

- Washington D.C. Area Film Critics Association 2011 : meilleur acteur Colin Firth

- Women Film Critics Circle 2011 : meilleur acteur (Colin Firth)

- Nikkan Sports Film Award 2011 : meilleur film étranger

### Nominations
- Satellite Awards 2010 :
  - Meilleur film dramatique
  - Meilleur acteur dans un second rôle (Geoffrey Rush)
  - Meilleur réalisateur (Tom Hooper)
  - Meilleurs costumes

- Alliance of Women Film Journalists 2011 :
  - Meilleur film
  - Meilleur réalisateur (Tom Hooper)
  - Meilleur acteur dans un second rôle (Geoffrey Rush)
  - Meilleure actrice dans un second rôle (Helena Bonham Carter)
  - Meilleure distribution
  - Meilleur scénario original

- Austin Film Critics Association 2011 : Meilleur film

- British Academy Film Awards 2011 : 
  - Meilleur réalisateur
  - Meilleure direction artistique
  - Meilleurs costumes
  - Meilleurs maquillages et coiffures
  - Meilleure photographie
  - Meilleur montage
  - Meilleur son

- British Independent Film Awards 2011 :
  - Meilleur réalisateur (Tom Hooper)
  - Meilleur acteur dans un second rôle (Guy Pearce)
  - Meilleure direction artistique

- Broadcast Film Critics Association 2011 :
  - Meilleur film
  - Meilleur réalisateur (Tom Hooper)
  - Meilleur acteur dans un second rôle (Geoffrey Rush)
  - Meilleure actrice dans un second rôle (Helena Bonham Carter)
  - Meilleure distribution
  - Meilleure photographie
  - Meilleurs costumes
  - Meilleure musique (Alexandre Desplat)

- Chicago Film Critics Association 2011 :
  - Meilleur film
  - Meilleur réalisateur (Tom Hooper)
  - Meilleur acteur dans un second rôle (Geoffrey Rush)
  - Meilleure actrice dans un second rôle (Helena Bonham Carter)
  - Meilleur scénario

- Dallas-Fort Worth Film Critics Association Awards 2010 :
  - Meilleur film
  - Meilleur réalisateur (Tom Hooper)
  - Meilleur acteur (Colin Firth)
  - Meilleur acteur dans un second rôle (Geoffrey Rush)
  - Meilleure actrice dans un second rôle (Helena Bonham Carter)

- Detroit Film Critics Society Awards 2011 :
  - Meilleur film
  - Meilleur réalisateur (Tom Hooper)
  - Meilleur acteur dans un second rôle (Geoffrey Rush)
  - Meilleure actrice dans un second rôle (Helena Bonham Carter)
  - Meilleure distribution

- Golden Globes 2011 :
  - Meilleur film dramatique - Drama
  - Meilleur réalisateur : Tom Hooper
  - Meilleur acteur dans un second rôle : Geoffrey Rush
  - Meilleure actrice dans un second rôle : Helena Bonham Carter
  - Meilleur scénario : David Seidler
  - Meilleure musique de film : Alexandre Desplat

- Houston Film Critics Society 2011 :
  - Meilleur film
  - Meilleur acteur (Colin Firth)
  - Meilleur acteur dans un second rôle (Geoffrey Rush)
  - Meilleure actrice dans un second rôle (Helena Bonham Carter)

- Las Vegas Film Critics Society 2011 :
  - Meilleur film
  - Meilleur réalisateur (Tom Hooper)
  - Meilleur acteur (Colin Firth)
  - Meilleur acteur dans un second rôle (Geoffrey Rush)
  - Meilleure direction artistique
  - Meilleurs costumes

- London Film Critics Circle Awards 2011 :
  - Meilleur film
  - Meilleur scénario
  - Meilleur film britannique
  - Meilleur réalisateur britannique (Tom Hooper)
  - Meilleur acteur britannique (Colin Firth)
  - Meilleure actrice britannique (Helena Bonham Carter)

- Los Angeles Film Critics Association 2011 :
  - Meilleur acteur dans un second rôle (Geoffrey Rush)
  - Meilleure direction artistique

- Oscars 2011 :
  - Meilleur acteur dans un second rôle : Geoffrey Rush
  - Meilleure actrice dans un second rôle : Helena Bonham Carter
  - Meilleure direction artistique : Eve Stewart, Judy Farr
  - Meilleure photographie : Danny Cohen
  - Meilleurs costumes : Jenny Beavan
  - Meilleur montage : Tariq Anwar
  - Meilleure musique de film : Alexandre Desplat
  - Meilleur mixage son : Paul Hamblin, Martin Jensen, John Midgley

- Phoenix Film Critics Society 2011 :
  - Meilleur réalisateur (Tom Hooper)
  - Meilleur acteur dans un second rôle (Geoffrey Rush)
  - Meilleure actrice dans un second rôle (Helena Bonham Carter)
  - Meilleure distribution
  - Meilleure direction artistique
  - Meilleurs costumes

- St. Louis Film Awards Critics Association 2011 :
  - Meilleur film
  - Meilleur réalisateur (Tom Hooper)
  - Meilleur acteur dans un second rôle (Geoffrey Rush)
  - Meilleure actrice dans un second rôle (Helena Bonham Carter)
  - Meilleure direction artistique

- San Diego Film Critics Society 2011 :
  - Meilleur film
  - Meilleur acteur (Colin Firth)
  - Meilleur acteur dans un second rôle (Geoffrey Rush)
  - Meilleur scénario

- Screen Actors Guild Awards 2011 :
  - Meilleur acteur dans un second rôle (Geoffrey Rush)
  - Meilleure actrice dans un second rôle (Helena Bonham Carter)
  - Meilleure distribution

- Southeastern Film Critics Association 2011 : Meilleur film

- Toronto Film Critics Association 2011 : Meilleur acteur (Colin Firth)

- Utah Film Critics Association 2011 :
  - Meilleur acteur (Colin Firth)
  - Meilleur acteur dans un second rôle (Geoffrey Rush)

- Washington D.C. Area Film Critics Association 2011 :
  - Meilleur acteur dans un second rôle (Geoffrey Rush)
  - Meilleure actrice dans un second rôle (Helena Bonham Carter)
  - Meilleur scénario original

## Analyse

### Différences avec la réalité historique
La découverte en 2009 des journaux de Lionel Logue dans le grenier de Mark, le petit-fils de l'orthophoniste, suggère, contrairement au film, que la thérapie n'utilisait pas de jurons et que l'amitié entre les deux hommes n'allait pas jusqu'à la familiarité, Logue nommant respectueusement le roi « Votre Majesté » et non « Bertie ».
D'autre part, la thérapie a commencé dès octobre 1926, donc bien avant la mort de George V, et s'est poursuivie jusque dans les années 1940.